# Svante Annersten
Svante Testor Annersten, född 4 november 1904, död 17 juli 1960, var en svensk läkare.

## Biografi
Annersten blev medicine licentiat i Stockholm 1932, medicine doktor 1940, var tillförordnad överläkare vid Eskilstuna lasarett 1935–1939, amanuens 1940 och docent i kirurgi 1942 vid Kirurgiska kliniken i Uppsala. Från 1943 var han biträdande lärare i kirurgi och poliklinikföreståndare vid Akademiska sjukhuset i Uppsala.
Han blev därefter 1947–1951 biträdande läkare vid Kirurgiska kliniken i Uppsala och därefter lasarettsläkare vid Sala lasarett. Han var även verksam som landstingspolitiker. Svante Annersten är begravd på Uppsala gamla kyrkogård.